# 高校野球解説者一覧
高校野球解説者一覧（こうこうやきゅうかいせつしゃいちらん）
この一覧は、全国高等学校野球選手権大会（夏の大会）ならびに春の選抜高等学校野球大会のテレビ・ラジオの中継番組の実況放送で解説を担当する人物の一覧である。
ここに列挙している各人の括弧内は、高校・大学卒業後の経歴。主にアマチュア野球関係者が中心（職歴等は2023年現在のもの）。

## NHK
春・夏両大会を中継。主に総合テレビ、Eテレ、ラジオ第1で放送。この一覧では全国放送（阪神甲子園球場で行われる大会）で解説を担当する人を列挙している。社会人野球の監督経験者が多く、高校野球の監督経験者は少ない。
（50音順、2025年7月現在）
あ
- 青山眞也（元社会人野球JR東海内野手・外野手・監督。京都西高校〈現：京都外大西高校〉→城西大学出身。 2022年夏 - ）
- 足達尚人（元社会人野球新日鐵広畑〈現：日本製鉄瀬戸内〉投手・コーチ・監督・副部長。現：日本野球連盟評議員。東洋大姫路高校出身。 2002年秋 - 神戸局専属、2014年夏から全国大会解説）
- 飯塚智広（元社会人野球NTT関東・NTT東日本外野手・監督。現：日本野球連盟アスリート委員会野球委員。二松学舎大沼南高校〈現：二松学舎大柏高校〉→亜細亜大学出身。 2022年夏 - ）
- 印出順彦（元社会人野球東芝内野手・監督。土浦日大高校→慶應義塾大学出身。 2016年夏 - ）

か
- 川口朋保（元社会人野球三菱自動車岡崎・和歌山県立桐蔭高校・明治大学内野手・コーチ・監督→社会人野球日本代表監督〈2023年10月 - 〉。 2024年春 -  ）

さ
- 坂口裕之（元社会人野球日本石油〈現：ENEOS〉外野手・監督→2003年第35回IBAFワールドカップ日本代表コーチ→2005年アジア選手権大会日本代表コーチ→全日本アマチュア野球連盟選手強化本部・技術情報部会委員→全日本野球協会アスリート委員→現：日本野球連盟理事・アスリート委員会委員長。高鍋高校→明治大学出身。 2006年夏 - ）[注 1]
- 杉浦正則（元社会人野球日本生命投手・コーチ・監督。元社会人野球日本代表投手コーチ。現：同社首都圏法人営業第四部法人部長・日本野球連盟アスリート委員会野球委員。2010年夏 - 2016年春、2017年春 - ）
- 杉本真吾（元慶應義塾大学新人監督・コーチ・助監督→山陰合同銀行→米子東高監督。 1999年 - 鳥取局専属、正式に解説者に就任する以前に、1999年春、2000年春にそれぞれゲスト解説を担当、2002年春から全国大会解説）[注 2]

な
- 長野哲也（元社会人野球大阪ガス投手・ヘッドコーチ・監督、元大阪教育大学監督。八尾高校→大阪教育大学出身。 2003年夏 - ）

は
- 開田成幸（元社会人野球Honda外野手・監督。2020年から2023年12月までHonda監督を務めた。柳川高等学校→早稲田大学出身。2024年夏 - ）

や
- 山口敏弘（元社会人野球三菱重工神戸内野手・監督。2019年8月から2021年まで三菱重工神戸・高砂〈現：三菱重工West〉の監督を再び務めた。東洋大姫路高校→東洋大学出身。 2013年春 - 2019年春、2020年交流試合、2023年夏 - ）

- 山口太輔（元社会人野球東京ガス内野手・監督。2017年12月から2023年2月まで監督を務めた。2021年第92回都市対抗野球大会優勝監督。時習館高等学校→慶應義塾大学出身。 2024年春 - ）

### 退任した解説者
×は故人。
- 東賢孝（元社会人野球リースキン・伯和ビクトリーズ捕手・監督。現：広島経済大学監督。広島商業高校→大阪商業大学出身。 2023年夏）
- 池西増夫（元社会人野球電電近畿〈現、NTT西日本〉捕手・監督。西条高校出身、高校時代は藤田元司とバッテリーを組む。）
- 石井智（元社会人野球・大阪ガス捕手→同志社大学監督 1998年 - 奈良局専属解説者、2002年夏大会、2008年春大会でゲスト解説）
- 大矢正成（元社会人野球国鉄名古屋鉄道管理局・JR東海・捕手・コーチ・監督。東邦高校→法政大学出身。2003年7月 - 名古屋局専属。2019年秋から選抜高等学校野球大会選考委員。2013年春 - 2022年夏）
- 鍛治舎巧（元社会人野球・松下電器(現・パナソニック)外野手・監督・野球部長、全日本代表コーチ、ボーイズリーグ・オール枚方ボーイズ監督、パナソニックコーポレートコミュニケーション部門担当役員、秀岳館高校監督、県立岐阜商業高校監督。1975年 阪神にドラフト2位指名されるも入団せず。県立岐阜商業高校で甲子園出場 1985年春 - 1992年春、1998年春 - 2010年夏）[注 3]
- 鴨田勝雄×（2002年没 元新居浜商、法政大学監督・ロサンゼルス五輪日本代表チームコーチ→社会人野球日本IBM野洲監督。新居浜商監督時代に1975年の選手権大会準優勝）
- 河合貞雄×（2022年没 元社会人野球住友金属投手。西京商業高校・慶應義塾大学出身）
- 川崎孝（元社会人野球三菱重工神戸監督。元日本野球連盟参与。和歌山県立和歌山商業高等学校・関西学院大学出身、1978年夏 - 1995年春）
- 川島勝司（元社会人野球日本楽器・ヤマハ内野手・監督→トヨタ自動車監督・副部長兼総監督。ソウル五輪日本代表チームヘッドコーチ、アトランタ五輪日本代表チーム監督、日本野球連盟副会長・専務理事・渉外委員会副委員長・競技力向上委員会委員長。日本野球連盟参与。桐生高校→中央大学出身。1995年夏〜1999年春、2003年夏）[注 4]
- 川中彰（元社会人野球 三菱自動車京都外野手・コーチ・監督。現・社会人野球三菱自動車京都ダイヤフェニックス顧問。私立武蔵高校出身、早大時代学生コーチ、1992年春〜2006年夏）※2006年夏大会決勝「駒大苫小牧×早稲田実」の本試合と再試合でテレビ解説。2007年度はNHK高校野球HPと連動データ放送で論評を担当した。
- 川本幸生×（2010年没[1]元広島県立広島商業高等学校監督[注 5]　1990年春 - 2006年春、2009年春）
- 川原崎哲也（元社会人野球三菱自動車京都・嵯峨野高校・関西学院大学投手・外野手・監督→東京本社。2012年秋から選抜高等学校野球大会選考委員。 2005年夏 - 2024年春）
- 鬼嶋一司（元社会人野球川崎製鉄千葉捕手・監督、慶應義塾大学監督。2011年秋から選抜高等学校野球大会選考委員「北信越・東海地区」担当。慶應義塾高校→慶應義塾大学出身。[注 6]
- 後藤寿彦（元社会人野球三菱重工三原内野手・監督→慶應義塾大学・全日本代表各監督、全日本アマチュア野球連盟ナショナルチーム強化部会長、JOC専任コーチ、岐阜経済大学客員教授、西濃運輸監督。現・JR西日本硬式野球部総監督。岐阜高校→慶應義塾大学出身 2002年春 - 2009年夏）[注 7]
- 坂本佳一（元社会人野球日本鋼管。東邦高校で夏の甲子園準優勝、法政大学出身。）※名古屋局専属。全国中継は夏大会のみ〈2004年 - 2007年〉。
- 佐竹政和（元社会人野球 日本生命捕手・監督(一時期兼任)→山形県スポーツアドバイザー→豊田大谷監督。扇町商高→関西大学出身 1986年春 - 2007年夏）
- 篠原一豊（元熊谷組外野手→立教大学、社会人野球本田技研(現、Honda)監督　防府中→立教大学出身。）[注 8]
- 清水稔（元社会人野球三菱重工神戸捕手・監督、三菱重工West部長。市立尼崎高校→近畿大学出身。 2019年夏 - 2023年春）
- 高嶋仁（智弁学園高校→智弁和歌山高校監督。 2019年春に「ゲスト解説」として出演。同年夏以降はABCの中継に出演。長崎・海星高校→日本体育大学出身）
- 達摩省一×（2016年没[2]〈元関西大学監督→春・夏の甲子園大会審判員→日本高野連技術振興委員会委員長寝屋川高→関西大学出身〉
- 筒井大助（元社会人野球住友金属外野手・監督、日本体育大学元監督、現教員〈准教授〉。関西学院大学出身 1997年春、1998年夏、2000年 - 2002年解説）[注 9]
- 土佐秀夫（元社会人野球 新日鐵広畑二塁手・監督→日本高野連技術振興委員会委員→2005年秋季シーズンから2009年8月まで関西大学監督。浪商高出身、1988年春〜2005年夏解説。）
- 竹中円（元社会人野球クラレ岡山→三菱重工神戸、同チームで監督。1992年 - 神戸局専属、2002年 - 〈2012年夏大会まで全国大会解説〉
- 中村順司（元PL学園監督。名古屋商科大学監督、総監督。1998年夏 - 2001年春 解説[注 10]。2024年夏は甲子園球場100周年を記念しゲスト解説として出演。
- 野村徹（元社会人野球大昭和製紙捕手・監督→近畿大学附属高校監督→早稲田大学監督。北野高校→早稲田大学出身）[注 11]
- 早瀬万豊（元社会人野球 日本生命投手・コーチ・監督。関西大学野球部監督。作陽高校→関西大学出身。 2005年夏 - 2013年夏）
- 原田富士雄（元社会人野球 電電近畿・NTT関西監督。元日本野球連盟理事。現：日本野球連盟参与、選抜高校野球選考委員、IBAF技術委員、全日本アマチュア野球連盟評議員。浪商高→近畿大学出身。1990年 - 2007年解説）※2007年夏大会を最後に退任[注 12]。
- 廣岡資生（元社会人野球・松下電器内野手→助監督→監督。姫路東高校→早稲田大学出身。 2007年春 - 2008年夏、2010年夏 - 2023年夏）[注 13]
- 廣瀬寛（元社会人野球トヨタ自動車捕手・チームマネージャー・コーチ・助監督・監督。現：日本野球連盟監事。岐阜高校→立教大学出身。 2008年春 - 2024年夏）
- 福島敦彦（元報徳学園高校、慶應義塾大学、社会人野球中山製鋼監督、野球部長。報徳学園高校→慶應義塾大学出身。現役時代は内野手。報徳学園高校監督時代は第46回選抜高等学校野球大会で母校を優勝に導く。1982年春 - 1998年夏解説。）[注 14]
- 藤田正樹（元社会人野球 大阪ガス投手・監督。現：大阪国際会議場社長。市岡高出身 1990年夏 - 2001年夏、2002年夏、2003年夏 - 2004年春解説。）
- 前田正治（元社会人野球日本新薬投手・監督。現：日本野球連盟理事。2006年秋から選抜高等学校野球大会選考委員「東北・近畿地区」担当。明星高校→関西大学出身。 2002年春 - 2021年夏）
- 松永怜一×（2022年没 元法政一高、堀越高、法政大学、社会人野球住友金属監督→ロサンゼルス五輪日本代表チーム監督→元JOC選手強化本部長。野球殿堂入り。福岡県立八幡高校→法政大学出身）[注 15]
- 光沢毅（元社会人野球三協精機、明治大学監督。飯田長姫高校で選抜優勝）
- 村本忠秀（元社会人野球 電電近畿で捕手、NTT関西 - NTT西日本監督。解説者退任後、高岡第一高校監督。2008年夏 - 2016年春解説。）
- 山中正竹（元社会人野球 住友金属投手・監督、監督→ソウル五輪日本代表チームコーチ、バルセロナ五輪日本代表チーム監督→2004年から2009年まで横浜ベイスターズ専務取締役・常務取締役。法政大学特任教授。野球殿堂入り。佐伯鶴城高校→法政大学出身）[注 16]
- 山本英一郎×（2006年没 元社会人野球鐘淵紡績(現・クラシエ)外野手→全日本アマチュア野球連盟→日本野球連盟会長。野球殿堂入り=特別表彰=台北一中→慶應義塾大学出身）[注 17]

## 民放
朝日放送グループホールディングス（ABC）
ABCは、夏の大会を中継する。関西地区のテレビ地上波では、朝日放送テレビとサンテレビやKBS京都などでリレー中継あり。BSデジタルのBS朝日4Kでは試合終了まで完全生中継をする。CS放送スカイAでは録画中継。出場校によっては地元ANN系列局で中継する場合もある。その場合は出場校の地元局の解説者が甲子園大会で解説をすることが多い。
朝日放送ラジオは出場校によっては地元AM局へもネットされる。
MBSメディアホールディングス（MBS）
MBSは、春の大会を中継する。テレビではCS放送GAORAで全試合中継、原則的に生放送だが、土休日は一部時差放送の場合あり。地上波毎日放送で決勝を中継、原則的に関西ローカルだが、決勝進出校によってはJNN地方局へ配信。ラジオはMBSラジオで決勝を中継、2008年まで全試合生中継。出場校によっては地元AM局へもネットされる。出場校の関係者がゲストとして登場することもある。
両局の肩書きはABCはゲストでアナウンサーにより「お客様」と紹介し、MBSは解説で赤星憲広はゲスト、としている。
ABCの高校野球解説者は、ラジオ、地上波テレビは1977年まで、BSハイビジョン実験放送では2001年まで開会式と準々決勝以降の登場となっていた。

### 両局の高校野球中継の主な解説者
かつては朝日新聞・毎日新聞などの運動記者や日本高等学校野球連盟の大会役員が解説することもあったが、現在は主として地方大会で敗退した有力校の監督、もしくはそのOBに依頼することが多い。近年は春夏ともハイライト番組の司会を務める元プロ野球選手が決勝戦にゲスト解説として出演している。
現役監督は原則として監督を務める学校が大会に出場しない場合のみ出演する。
民放の中継で1日3試合から4試合ある場合は、第1試合と第3試合、第2試合と第4試合の中継で、テレビとラジオを入れかえて1日2試合解説することがある。第1試合テレビの担当が第3試合のラジオ、第1試合のラジオが第3試合のテレビの担当へ。逆も同じ。解説者は、2日から3日連続で解説を担当し、序盤に登場する者と準々決勝以降に登場する者とで顔ぶれが変わる。特に第1試合担当者は各放送局が大会期間中手配した宿舎にアナウンサーと泊まり込む。
- 山下智茂（現・石川 星稜高校野球部名誉監督）
1979年夏の第61回大会では和歌山の箕島高校との延長18回の死闘を演じる。教え子に読売ジャイアンツやニューヨーク・ヤンキースなどで活躍した松井秀喜がいる。以前は、星稜高校が大会に出場できない場合のみ解説を担当していたが、一線を退いて総監督の立場になってからは、同校が大会に出場していても解説席に座った。放送局からはトップクラスの扱いで、注目度の高い準々決勝以降からの解説を担当する。平成19年春夏の決勝戦は、渡辺元智とテレビでダブル解説を担当した。2006年夏の第88回大会の決勝戦では37年ぶりの引き分け再試合を経験した。
- 高嶋仁 （現・奈良 智弁学園高校・和歌山 智弁和歌山高校野球部名誉監督）
監督として甲子園大会で歴代2位の勝利数68勝を記録した。2021年の第103回全国高等学校野球選手権大会決勝では朝日放送ラジオの解説者として「智弁対決」を見守った。この試合は高嶋の長男の子も智弁和歌山の選手として出場した。2022年夏は決勝戦では朝日放送ラジオの解説者として東北勢初制覇を見届けた。
- 前田三夫（現・東京 帝京高校野球部名誉監督）
全国優勝3度の名将。尾藤（元箕島）が病気療養中で、かつ渡辺（横浜）が大会に出場した時は、決勝戦のテレビ中継を山下（星稜）とのダブル解説を担当した。これは非常に珍しいケースである。
- 小倉全由（前・東京 日本大学第三高校野球部監督）
関東第一高校監督として1987年春の第59回大会準優勝。日大三高では2001年夏の第83回大会、2011年夏の第93回大会と2度の全国制覇を達成している。2014年夏の決勝戦は山下智茂とテレビでダブル解説を担当した。2023年夏は決勝戦で慶應高校の107年ぶりの優勝を見届けた。
- 赤星憲広（みんなの甲子園ナビゲーター、元阪神タイガース選手）春のみ
2011年からみんなの甲子園ナビゲーター。2016年から決勝戦のゲスト解説を担当。
- 古田敦也（熱闘甲子園キャスター、元東京ヤクルトスワローズ選手・監督）夏のみ
2015年から熱闘甲子園キャスター、2017年から2021年まで決勝戦のゲスト解説を担当。
- 斎藤佑樹（熱闘甲子園キャスター、バーチャル高校野球フィールドディレクター、元北海道日本ハムファイターズ選手）夏のみ
2022年の決勝戦のゲスト解説を担当。2023年から熱闘甲子園キャスター。2023年に栗山英樹と共に開会式の解説を担当したほか、開幕戦・決勝戦を初めとする幾つかの試合のゲスト解説を担当した。
- 我喜屋優（現・沖縄 興南高校野球部監督)　
2010年夏の第92回大会、沖縄県勢・悲願の初優勝に加えて史上6校目の春夏連覇の偉業を成し遂げた。2011年夏に決勝の解説を担当した。
- 豊田義夫（元・大阪 近大付属高校ほか野球部監督）
近大附属高校で監督としてチームを3度センバツに導いた名将。その手腕を買われて、系列校の近大附属福山高校の監督就任。2005年に近大附属新宮高校（和歌山）が野球部を創設するにあたり、監督を任された。全員が1年生のチームでありながら、智弁和歌山など強豪ひしめく和歌山大会でベスト4まで進出。八尾ベースボールクラブの監督を経て、近大の準付属校である近大泉州や群馬利根商業高校の監督を務めた。監督としては選手権未出場ながらABCテレビ・ラジオの選手権中継に多く出演。白髪好々爺の外見で、解説の語り口も丁寧でソフト。実況のアナウンサーや出場校の監督のみならず、出場選手にさえ敬語を使うほどの語りである。
- 宇佐美秀文（現・愛媛 小松高校野球部監督）
選抜大会で今治西高校をベスト4まで導いた手腕通り、試合展開の先をよんだ解説をする。今治西監督を退任して以降、解説の機会が飛躍的に増えた。
- 日下篤（元・兵庫 育英高校野球部監督）
1993年の夏の大会で、3番打者の大村直之（元オリックス）を中心とした打線と巧みな投手リレーで全国制覇。強打に頼るだけでなく、ランナーが出れば打順に関係なくバント、得点差があってもスクイズ、と手堅い戦術を見せた。
- 広岡正信（前・兵庫 関西学院高等部野球部監督）
報徳学園高校（兵庫）で監督として甲子園に出場、後に母校である関学の監督に就任、ここでも甲子園出場している。兵庫県大会では、「報徳VS関学」と同じ西宮市内同市で優勝を争う。解説の時、語尾に「しましたですねぇ」とつけるのが特徴。
- 松本稔（現・群馬 桐生高校野球部監督）
春の第50回大会で前橋高校のエースとして甲子園に出場。史上初の完全試合を達成する。完全試合は選抜大会で松本を含めて2人だけ、夏の大会は達成者なしである。群馬県の体育科教員として採用され、母校の野球部監督に就任。監督としても甲子園出場した。
- 馬淵史郎（現・高知 明徳義塾高校野球部監督）
1992年・夏の第74回大会で松井秀喜に対して5打席連続敬遠を指示した。1998年・夏の第80回記念大会では準決勝進出。2002年・夏の第84回大会で悲願の初優勝を成し遂げた。2020年よりU-18日本代表の監督を務め、2023 WBSC U-18ワールドカップで初優勝へ導いた。
- 百崎敏克（前・佐賀 佐賀北高校野球部監督）
2001年、佐賀・神埼高校監督として甲子園に春夏連続出場。2007年・夏の第89回大会、「がばい旋風」で強豪校を次々と撃破。2回戦では宇治山田商（三重）との延長15回引き分け再試合を演じ決勝戦でも広陵高校（広島）を倒し初優勝を飾った。2017年7月、監督を退任し副部長に就任。
- 吉田洸二（現・山梨 山梨学院高校野球部監督）
春の第81回大会で清峰を優勝に導いた。山梨学院でも春の第95回記念大会で優勝。同大会では1回戦からの登場で、大会史上初の6勝を挙げての優勝を達成した。
- 荒木準也（現・山形 日大山形高校野球部監督）
日大山形の選手として夏の第70回大会に出場。2002年から監督に就任し、2013年の夏の第95回大会ではチームを県勢初のベスト4に導いた。
- 本多利治（前・埼玉 春日部共栄高校野球部監督）
- 新納弘治 （前・大阪 関大北陽高校野球部監督）
- 永田裕治（現・静岡 日大三島高校野球部監督）
前・報徳学園高校（兵庫）監督。報徳学園では選手時代に夏の第63回大会で優勝を経験、監督としても春の第74回大会で優勝へと導いた。
- 多賀章仁（前・滋賀 近江高校野球部監督）
2001年夏の第83回大会で滋賀県勢として初の準優勝に導いた。近江高校では副校長も務めている。
- 原田英彦（前・京都 龍谷大平安高校野球部監督）
1997年夏の第79回大会で準優勝、2014年春の第86回大会では監督そして高校として初のセンバツ優勝を成し遂げた。龍谷大平安が甲子園での通算勝利数で100を記録したときの監督である。
- 岡田龍生（現・兵庫 東洋大姫路高校野球部監督）
前履正社高校監督。2019年の夏の第101回大会で全国制覇を成し遂げた。第101回大会では全試合を通じて失策1を記録するなど、堅守のチームを作ることに定評がある。
- 青木尚龍（現・兵庫 神戸国際大付属高校野球部監督）
2005年のセンバツで、ベスト4に進出。
- 大藤敏行（現・愛知 享栄高校野球部監督）
前・愛知 中京大中京高校野球部監督。2009年の第91回大会で全国制覇を成し遂げた。
- 仲井宗基（現・青森 八戸学院光星高校野球部監督）
- 森士（前・埼玉 浦和学院高校野球部監督）
2013年のセンバツで春夏通じて初の全国制覇を達成した。2021年に長男の森大に監督の座を譲り、退任した。同年からは浦和学院の副校長を務めている。
- 荒井直樹（現・群馬 前橋育英高校野球部監督）
2013夏の第95回大会で、夏の大会初出場ながら髙橋光成や主将の息子と共に全国制覇した。夏の群馬大会では大会初の5連覇を達成するなど、前橋育英を群馬の強豪へと育て上げた。
- 比嘉公也（現・沖縄 沖縄尚学高校野球部監督）
沖縄尚学で1999年春の第71回大会では主戦投手として、2008年春の第80回大会では監督として2度の優勝を経験した。
- 東哲平（現・福井 敦賀気比高校野球部監督）
敦賀気比では選手として甲子園に3回出場。監督として2015年春のセンバツで、北陸勢として初の甲子園優勝を達成した。
- 米澤貴光（現・東京 関東第一高校野球部監督）
2024年夏に準優勝へと導いた。
- 中村順司（元・大阪 PL学園高校野球部監督）
- 中村良二（元・奈良 天理高校野球部監督）
元プロ野球近鉄バファローズ・阪神タイガース選手。天理では選手時代に第68回大会で全国制覇を経験。監督としては第99回大会で27年ぶりの準決勝へと導いた。プロ野球経験者の解説は決勝戦のゲスト解説を除いては蔦文也以来で、プロアマ規定制定後の選手では初[3]。現・大阪学院大学硬式野球部監督。
- 斎藤智也（現・福島 聖光学院高校野球部監督）
2007年から2019年まで夏の福島大会で戦後最多となる13連覇。連覇の途切れた2021年夏に初めて解説を担当。
- 小針崇宏（現・栃木 作新学院高校野球部監督）
2011年から2021年まで夏の栃木大会で歴代最多となる10連覇。2016年の第98回全国高等学校野球選手権大会では全国制覇を成し遂げる。連覇の途切れた2022年夏に初めて解説を担当。
- 川崎絢平（現・大分 明豊高校野球部監督）
高校時代は智弁和歌山で1年から3年連続で夏の甲子園に出場し、1年時には全国制覇を経験。智弁和歌山のコーチを経て、2012年から監督に就任し、2021年のセンバツでは準優勝に導いた。
- 長尾健司（現・香川 高松商業高校野球部監督）
中学軟式野球の監督を経て、2014年に監督に就任。2015年に香川県勢初の明治神宮野球大会優勝を果たすと、翌年のセンバツでは準優勝に導いた。
- 大角健二（現・兵庫 報徳学園高校野球部監督）
選手として報徳学園では2年春から4大会連続で甲子園に出場。2017年に永田の跡を継ぐ形で監督に就任した後、2023年・2024年のセンバツで準優勝に導いた。
- 坂井宏安（現・滋賀 彦根総合高校校長および野球部総監督）
元・熊本九州学院高校野球部監督。九州学院時代は春夏合わせて10回の甲子園出場。
- 田中秀昌（元・大阪 東大阪大柏原高校野球部監督）
上宮高校（大阪）監督として1993年春の第65回大会で優勝。その後東大阪大柏原高校野球部監督として夏の第93回大会出場。2014年から近畿大学野球部監督。近大監督就任後は甲子園の中継に登場せず、ABC製作の夏の大阪大会決勝戦で解説を担当。近大監督を2023年度限りで退任した後、2024年から甲子園の解説に復帰。
- 須江航（現・宮城 仙台育英高校野球部監督）
2022年、夏の第104回大会で東北勢初の甲子園大会優勝を成し遂げたのち、翌年の第105回大会でも準優勝を果たす。2024年に初めて解説を担当。
- 竹本修（元・兵庫 市尼崎高校野球部監督）
2016年、チームを33年ぶりに夏の第98回大会に導く。現在は尼崎双星の教諭。
- 森林貴彦（現・神奈川 慶応義塾高校野球部監督）
2015年に監督に就任。2023年の第105回大会でチームを103年ぶりの全国制覇に導く。

### 過去の解説者
×は故人。
- 村井保雄× 興國高校（大阪）監督として夏の50回大会優勝→総監督・部長も含め41年間在任→その後2003年から2007年まで京都大学監督。興國商業（現興國高校）→近畿大学出身。1995年夏にABCの初の女性アナウンサーとして関根友実がテレビ実況した試合のゲスト解説者。
- 尾藤公× 箕島高校（和歌山）野球部監督として1979年夏の第61回大会では石川の星稜高校との延長18回の死闘を演じるなど、その年は春夏連覇。監督勇退後はほぼ毎日解説に登場したが、病気を患って入院して以降は体調面を考慮して、開幕日と準々決勝以降の重要な試合のみ担当していた。横浜高校の渡辺監督がテレビ解説を担当すると決勝戦のラジオの解説を担当することが多く、特に2006年夏の第88回大会の決勝戦では37年ぶりの引き分け再試合を経験した。2011年没。
- 松岡英孝 北陽高校（大阪）監督・部長として春夏あわせて10回甲子園出場。春の42回大会では準優勝、優勝は上記の尾藤公率いる箕島高校。城東高校（現高知高校）で甲子園出場→近畿大学出身。解説は専ら監督を退任後に「元・北陽高監督」として連日解説していた。平成4年夏の松井秀喜5打席連続敬遠の試合のテレビ解説者。
- 三原新二郎 広陵高校（広島）→福井高校監督→京都西→京都外大西高校監督・部長・総監督として春夏あわせて14回甲子園出場。その采配は「三原マジック」とも評される。夏の49回大会（当時広陵高）、夏の87回大会（当時京都外大西高）で準優勝。広陵高校→明治大学→中国電電出身。京都外大西高で一線を退いていた時期に「元・京都西高監督」として解説を担当していた。平成18年山陽高校（広島）監督就任以後は登場していない。
- 蔦文也×  徳島県立池田高等学校監督として春夏あわせて14回甲子園出場（岡田康志コーチが指揮を代理した1991年夏を含めると15回）。2001年没。
- 杉浦藤文× 中京商業高校（愛知）で春の31回大会に出場し優勝。さらに監督として昭和41年春夏連覇を成し遂げる。その後も昭和58年まで中京商高→中京高（現：中京大中京高）の監督をつとめ（途中部長の時期もあり）、春夏あわせ13回の甲子園出場に導きプロアマ球界に多くの人材を送り出す。中京商→早稲田大学出身。監督退任後「元・中京商監督」として春大会に連日登場。
- 城戸博×  済々黌高校（熊本）で春の30回大会にエースとして登場。準々決勝で王貞治（早稲田実高）に投げ勝ち、その後全国制覇する。その際母親が打った励ましの電報を「読んでいない」と記者に応えた逸話が有名。済々黌→早稲田大学出身。1970年代から1980年代に「元・済々黌」として春大会に連日登場。
- 中村雅彦× 平安高校（京都）監督として春夏合わせて13回の甲子園出場に導く。プロ球界にも衣笠祥雄など多くの人材を送り出す。その後母校の同志社大でも指導。少年野球の普及にも尽力。解説はその時期に「元・平安高監督」として1970年代から1980年代に連日登場。
- 石井藤吉郎× 水戸商業（茨城）で昭和17年に“幻の甲子園大会”に出場。その後兵役のブランクをへて早稲田大学の中心打者として活躍。水戸商業（監督としても甲子園出場）→早稲田大（監督としても東京六大学リーグ優勝を成し遂げる）→大昭和製紙吉原出身。日米大学野球、アマチュア野球日本代表監督。野球殿堂入り。高校野球の解説は1970年代を通し準決勝以降のトップクラス扱い。ほかKR・TBSテレビ、NHKの東京六大学野球中継や茨城大会決勝戦の解説も勤めていた。
- 福嶋一雄× 小倉中学→小倉高校→小倉北高校（福岡）のエースとして第29回、第30回の夏連覇に貢献する。夏連覇はその後第86回、第87回の駒大苫小牧高までない。3連覇をかけた第31回で破れてマウンドから一握りの土を持ち帰り、「敗者が持ち帰る甲子園の土」の始まりとされる。小倉高→早稲田大学→八幡製鉄出身。1970年代に準決勝以後登場のトップクラス扱い。
- 佐々木啓司 駒大岩見沢高校（北海道）監督として春ベスト4。2006年夏まで解説を担当。現・クラーク記念国際高等学校（北海道）監督。
- 倉野光生 現・愛工大名電高校（愛知）監督。
- 森本達幸× 現・郡山高校（奈良）野球部名誉監督・大阪桐蔭高校野球部総監督。
- 上村敏正 元・浜松商業高校→掛川西高校（静岡）監督。静岡朝日テレビの夏の静岡大会中継でも解説を担当。掛川西監督退任後は現場から離れていたが、2017年に聖隷クリストファー高校（静岡）監督として復帰。2020年から同校校長も兼任。
- 島田行雄 市岡高校（大阪）出身。選手時代に甲子園出場はなし。1995年から2000年まで松下電器監督。民放解説者の中では珍しく高校野球の指導経験がなく、2005年に近大附属高校野球部監督に就任するまでは「市岡OB」の肩書きで出演していた。近大附属でも甲子園へ出場しておらず、選手としても監督としても甲子園を経験していない。退任後は近大泉州高校野球部コーチ、名古屋学院大学野球部監督を務めた。2012年夏まで解説を担当。
- 高橋広 鳴門工業高校（徳島）監督として2002年春の第74回大会で準優勝。鳴門第一高校と統合後の鳴門渦潮高校でも監督を務める。2014年の早稲田大学野球部監督就任後は高校野球中継に登場していないが、2015年のU18侍ジャパン壮行試合にて解説を担当した。早大監督退任後はNHKの東京六大学野球中継に出演。現・神戸医療未来大学野球部監督。
- 上甲正典× 1988年の春の60回大会で宇和島東高校（愛媛）を初出場初優勝に導く。2001年から済美高校の監督に就任、2004年の春の76回大会で2校目の初出場初優勝。同年夏の86回大会でも決勝戦に進出し初出場での春夏連覇にあと1勝と迫ったが駒大苫小牧に敗退。2013年の春の85回大会でも準優勝。
- 小枝守× 日大三高時代にも監督として甲子園出場経験があるが、その手腕が発揮されたのは拓大紅陵高校（千葉）の監督に就任してから。それまでは地元でも注目されないチームだったが、1980年代後半から1990年代前半にかけて、甲子園に名をとどろかせた。緻密な采配をとり、解説でも作戦・戦術面に主眼を置いていた。NHK千葉放送局製作の夏の県大会決勝戦でも解説を担当していた。
- 北原光広 前・神港学園高校（兵庫）監督。ピッチャー出身だけあって、球種を中心とした配球面でアナウンサー顔負けの細かい解説をする。実況経験の浅いアナウンサーにとっては頼りになる存在である。配球の的確さは、阪神→オリックスの塩谷和彦、横浜→巨人→横浜DeNA→阪神の鶴岡一成など教え子でプロ入りした選手に捕手が多いことから証明される。近年は大会の期間前半とベスト16から準決勝ぐらいまでの解説を任されることが多かった。ハンカチ王子やマー君フィーバーに湧いた2006年日米親善高校野球や、地元兵庫のサンテレビで兵庫大会決勝戦など注目度の高い試合でも解説する。1998年夏の第80回大会では大阪のPL学園高校と神奈川の横浜高校による延長17回の死闘があったがその時のテレビ解説者がこの人。2018年流通科学大学野球部監督に就任、以降は解説を担当していない。
- 河合孝× 市岡高校（大阪）監督として春2度出場。その後は阿武野高校監督、港高校監督・総監督を歴任した。2018年まで春の大会で解説を担当。
- 藤田明彦（元・兵庫 東洋大姫路高校野球部監督）
1997年から2006年までの一次監督時代に夏と春にそれぞれ2回甲子園に出場、2011年から2022年までの二次監督時代に夏と春にそれぞれ1回甲子園に出場している。2022年3月をもって東洋大姫路監督を退任し、同時に高校野球解説者からも退いている（解説者としては2021年夏が最後の出演となった）。現・明星大学硬式野球部監督。
- 迫田穆成×（前・広島 竹原高校野球部監督）
広島商では選手・監督として優勝を経験。その後如水館高校監督としても甲子園に出場した。
- 椎江博（元・兵庫 市立尼崎高校野球部監督）
元・尽誠学園高校（香川）、大阪学院大学高校監督。渋谷高校（大阪）ではコーチとして中村紀洋を指導した。
- 上田誠（前・神奈川 慶応高校野球部監督）
- 奥本保昭（前・京都 塔南高校野球部監督）
京都成章高校監督として1998年夏の第80回記念大会で準優勝。現・花園大学コーチ。
- 磯部修三（前・静岡 浜松開誠館高校野球部監督）
元・浜松商業高校→常葉菊川高校（静岡）監督。浜松商業・常葉菊川でセンバツ制覇している。
- 江浦滋泰 （元・岡山 関西高校野球部監督）
- 藤原孝介（現・長野 佐久長聖高校野球部監督）
元・PL学園高校監督。2006年の第78回選抜大会では前田健太を擁してベスト4に進出。
- 渡辺元智（元・神奈川 横浜高校野球部監督）
1998年夏の第80回記念大会では大阪のPL学園高校との延長17回の死闘を演じるなどとその年に春夏連覇。教え子に西武ライオンズやボストン・レッドソックス、中日ドラゴンズで活躍した松坂大輔がいる。1998年の春夏連覇のインパクトが大きかったこともあり、1999年以降、横浜高校が大会に出場しない年は解説を担当した。放送局はトップクラスで扱い、注目度の高い準々決勝以降から登場し、主に決勝の解説を担当する。2007年春夏の決勝戦は、山下智茂とテレビでダブル解説を担当したほか、2009年は春夏ともに決勝戦のテレビ解説を担当した。2022年夏は決勝戦で東北勢初制覇を見届けた。2024年夏をもって、解説を引退すると発表された[4]。